# Hénansal
Hénansal település Franciaországban, Côtes-d’Armor megyében. Lakosainak száma 1263 fő (2022. január 1.). Hénansal La Bouillie, Hénanbihen, Quintenic, Saint-Alban, Saint-Denoual és Lamballe-Armor községekkel határos.

## Népesség
A település népességének változása:
| Lakosok száma | 1016 | 1007 | 936  | 1019 | 1159 | 1164 | 1173 | 1195 | 1201 | 1263 |
|               | 1968 | 1982 | 1990 | 2006 | 2013 | 2015 | 2017 | 2019 | 2020 | 2022 |